# Kalasanty
Kalasanty – imię męskie powstałe od nazwy miejscowości (Calasanza) w Hiszpanii. Pierwotnie był to jedynie drugi człon nazywający świętego z przełomu XVI i XVII wieku, Józefa Kalasantego (José de Calasanza), założyciela zakonu pijarów.
Kalasanty imieniny obchodzi: 25 sierpnia
Znane osoby noszące to imię:
- Józef Kalasanty Dzieduszycki — założyciel Biblioteki Poturzyckiej, bibliofil, kolekcjoner i działacz gospodarczy
- Józef Kalasanty Szaniawski – polski filozof, działacz polityczny i cenzor